# Cryptopimpla brevicaudis
Cryptopimpla brevicaudis là một loài tò vò trong họ Ichneumonidae.